# RLB-Präsident
RLB-Präsident, también conocido como Reichsluftschutzbund Präsident o Präsident der RLB, fue un rango militar del Tercer Reich que ocupaba el comandante supremo de la  Reichsluftschutzbund (Liga Nacional para la Protección contra Ataques Aéreos). La posición de RLB-Präsident era el rango más alto del Reichsluftschutzbund y también se consideraba una posición ministerial de alto rango dentro del Ministerio de Aviación del gobierno de la Alemania Nacionalsocialista.  
La insignia para el RLB-Präsident consistía en un parche dorado sobre un fondo blanco adornado con tres águilas bordadas. También se usó un galón o presilla trenzada dorada para remarcar el rango.

## RLB-Präsident's
| N.º |  | RLB-Präsident                                                                        | Inicio              | Final               | Duración                |
| --- |  | ------------------------------------------------------------------------------------ | ------------------- | ------------------- | ----------------------- |
| 1   |  | Generalleutnant Hugo Grimme (1872-1943)                                              | 29 de abril de 1933 | 30 de abril de 1936 | 3 años y 1 día          |
| 2   |  | Generalleutnant Karl von Roques (1880-1949)                                          | 30 de abril de 1936 | 30 de mayo de 1939  | 3 años y 30 días        |
| 3   |  | General der Flakartillerie Ludwig von Schröder (1884-1941)                           | 30 de mayo de 1939  | 3 de junio de 1941  | 2 año y 4 días (aprox.) |
| --  |  | General-Hauptluftschutzführer Sautier (1884-1941) (Interino) (como jefe de personal) | 12 de junio de 1941 | 1 de agosto de 1942 | 1 año y 50 días         |
| 4   |  | General der Flakartillerie Friedrich Hirschhauer (1883-1979)                         | 1 de agosto de 1941 | 31 de enero de 1945 | 2 años y 183 días       |